# Еллер Хейно
Хейно Еллер (ест. Heino Eller; 7 березня 1887, Дерпт, Ліфляндська губернія — 16 червня 1970, Таллінн) — естонський, радянський композитор, скрипаль, педагог. Народний артист СРСР (1967). Один із основоположників сучасної композиторської школи Естонії.

## Біографія
Народився 23 лютого (7 березня) 1887 року в Дерпті (нині Тарту, Естонія).
У 1907 році закінчив Юріївське реальне училище.
У дитинстві навчався гри на скрипці і приватно вивчав теорію музики. У 1907—1908 роках навчався по класу скрипки, в 1913—1915 і 1919—1920 — по класу композиції та теорії музики в Петроградській консерваторії у В. П. Калафаті. У 1908—1912 роках навчався на юридичному факультеті Санкт-Петербурзького університету.
У 1910—1920 роках — скрипаль в оркестрах драматичних театрів (у 1919—1920 в оркестрі Петроградського Великого драматичного театру). Паралельно, з 1917 по 1920 рік викладав скрипку в музичній школі.
У 1920—1940 роках викладав теорію музики та композицію і завідував відділенням теорії композики у Вищій музичній школі Тарту (один з учнів Карл Лейхтер), з 1940 і до кінця життя викладав у Таллінській консерваторії; з 1940 — професор (нині Естонська академія музики і театру).
У 1940 році був головою організаційного комітету, з 1944 по 1953 член правління Спілки композиторів Естонської РСР, в останні роки — член правління Музичного фонду Естонської РСР.
Помер 16 червня 1970 року в Талліні. Похований на Лісовому кладовищі.

### Сім'я
- Дружина — Ганна Кремер (1886—1942), піаністка (за національністю єврейка, загинула в німецькому концентраційному таборі).
- Дружина — Еллу Еллер (Meriva) (1908—1997), учениця Ганни Кремер у Вищій музичній школі Тарту.
- Брат — Олександр Еллер (1891—1971), скульптор.

## Звання та нагороди
- Заслужений діяч мистецтв Естонської РСР (1945)
- Народний артист Естонської РСР (1957)
- Народний артист СРСР (1967)
- Дві Державні премії Естонської РСР (1948, 1965)
- Два ордена Леніна (1965, 1970)
- Орден Трудового Червоного Прапора (1956)
- Орден «Знак Пошани» (1961)

## Творчість
Твори, здебільшого інструментальні, поєднують в собі характерні риси музики початку XX століття, класичну форму і елементи естонської народної музики. Стиль композитора близький до імпресіонізму.
На ранні роботи вплинули Е. Гріг, К. Дебюссі і А. Скрябін. Рання творчість Еллера знаменує собою початок нового періоду в естонській музиці. Композитор додає до домінуючого на той час національного романтизму імпресіоністичне звучання, яке помітне вже в симфонічних поемах «Світанок» (1920) і «Нічні заклики» (1921), а трохи пізніше звертається до експресіоністської манери письма (симфонічна поема «Привиди», 1924).
Середній період творчості відзначений витонченим ліризмом і в той же час появою великих епічно-драматичних творів, таких як Перша симфонія. У 1940-50-х рр. почав використовувати в творах мотиви естонської народної музики, характерний приклад — Тринадцять п'єс для фортепіано (1941).
Нарешті, в пізній період, шукаючи засоби глибшої виразності, успішно синтезує риси різних стилів, в тому числі і з власних ранніх робіт.
Один з найбільших представників естонської музичної культури XX століття, який мав величезне значення не тільки як композитор, але і як педагог: серед його учнів — Е. Тубін, А. Пярт, В. Капп, А. Ойт і багато інших відомих згодом естонських композиторів.

### Основні твори

#### Оркестрові твори

##### Симфонії
- Симфонія № 1 (1936)
- Симфонія № 2 (1947)
- Симфонія № 3 (1961)

##### Симфонічні поеми
- «Епізод з революційного часу» (1917, 2 ред. 1969)
- «Сутінки» (Videvik; 1917)
- «Світанок» (Koit; 1920)
- «Нічні заклики» (Ööhüüded, 1921)
- «Привиди» (1924, друга редакція 1932)
- «В тіні і на сонці» (Varjus ja päikesepaistel, 1926)
- «Політ орла» (Kotkalend, 1949)
- «Співаючі поля» (Laulvad põllud, 1951)

##### Інші твори
- Симфонічне скерцо (1921)
- Симфонічна легенда (1923)
- Симфонічна бурлеску (1927)
- Nenia для струнного оркестру (1928)
- Елегія для арфи і струнних (1931)
- Концерт для скрипки з оркестром (1933; 2-я ред. 1964)
- Три сюїти (1914 - Білі ночі, 1939; 1944)
- Музика для струнних (1942)
- Танцювальна сюїта (1942)
- Інтродукція та фугато (1942)
- Лірична сюїта (1945)
- Урочиста увертюра (1946)
- Увертюра для духового оркестру (1948)
- П'ять п'єс для струнного оркестру (1953)
- Фантазія для скрипки і малого оркестру (1964)
- Симфонієта для струнних (1967)
- Музика для струнних (1967)

#### Камерні твори

##### Ансамблі
- П'ять струнних квартетів (1925, 1930, 1945, 1953, 1959)
- Чотири мініатюри для квартету (1954)
- Дві сонати для скрипки і фортепіано (1922, 1946)
- «Сосни» (Männid, 1929)
- Балада (1938)
- Вісім п'єс для віолончелі та фортепіано

##### Твори для фортепіано
- Два циклу варіацій (1912, 1939)
- Чотири сонати (1920, 1937, 1944, 1957)
- Дві сонатини (1946 1950)
- Тринадцять п'єс на естонські мотиви (1941)
- Балада (1955)
- Десять ліричних п'єс (1960)
- Дванадцять багателей (1963)
- Фортепіанна музика в народному ладі (1965)
- 29 прелюдій, 6 етюдів, 8 вальсів інші твори.

#### Інші
- Дві п'єси для скрипкового соло (1931 - «Фантазія», 1940 - «На просторі»)
- Три п'єси для флейти (1951)
- Близько тридцяти інших творів для скрипки
- П'єси для віолончелі, гобоя, контрабаса та ін. Інструментів
- Хори, романси, обробки народних пісень

Понад 100 інших творів.

## Пам'ять
- У 1971 році ім'я композитора отримала Вища школа музики в Тарту.
- У 1987 році була випущена поштова марка СРСР, присвячена Х. Еллеру.
- У 1987 році у дворі Талліннського музичного училища ім. Г. Отса встановлено пам'ятник Х. Еллерові.
- У 1991 року проводився Міжнародний конкурс скрипалів імені Х. Еллера.
- У 1998 році Естонським музеєм театру і музики заснована музична премія імені Хейно Еллера, що є однією з вищих нагород в царині музики в Естонії.
- Увійшов до складеного в 1999 році за результатами письмового та онлайн-голосування списку 100 великих діячів Естонії XX століття[7].
- В Естонській академії музики і театру відкритий клас на честь композитора, де знаходяться фортеп'яно і фотографії, що належали композитору.
- У 2013 році вийшов музичний документальний фільм про композитора «Хейно Еллер. Квінтесенція».